# Школа за дизајн текстила Вождовац
Школа за дизајн текстила је средња школа основана 1946. године. Налази се на Вождовцу, у улици Војислава Илића 88.

## Историјат
Школа је основана 1946. године као „Стручна школа за ученике у индустрији и занатству”, у Гарашаниновој улици 45, затим у Улици Маршала Толбухина 42. У свом дугогодишњем раду више пута је мењала име, адресу и програме уписа.
- 1947/48. године школа је променила име у „Стручна школа за ученике у индустрији и занатству”, а у њој су уписани само ученици текстилне струке. Школа је била смештена у просторијама основне школе у Улици 7. јула бр. 7.
- Године 1949. основана је Текстилна техничка школа.[1]
- 1949/50. године школе је променила име у „Текстилна индустријска школа”, а налазила се у Бранковој улици.
- Године 1951. школа добија назив „Стручна школа за ученике у привреди”, налазила се у улици Авалска 8, а након тога и у Војводе Степе 82 и Господара Вучића 50.
- Године 1960/61. школа мења име у Текстилна школа са практичном обуком.
- Године  1961/62. школа је носила име Текстилни школски центар, налазила се у Бранковој 17 и Војводе Миленка 33, Хајдук Станковој улици и Јасеничкој 10.
- Назив „Текстилни образовни центар” школа добија 1977/78. године.[1]
- Од 1980. године школа се звала „Образовни центар текстилне и кожарске струке” и налазила у Бранковој 17 и улици Војислава Илића 88.
- Године 1989. носила је назив Текстилна школа у улици Војислава Илића 88.
- Године 2005. школа добија назив „Школа за дизајн текстила”, како се и данас зове.[1]